# Fox News
 (транскр.  Фокс њуз) је амерички конзервативни кабловски информативни канал. Налази се у власништву Fox News Group, чији је власник Fox Corporation. Примарно се емитује из студија на 1211 Avenue of the Americas у Њујорку. Fox News се емитује у 86 држава и прекоморских територија широм света. Најгледанији је информативни канал у САД, док најбројнију публику чине присталице Републиканске странке.